# Capo Denison
Capo Denison (in inglese Cape Denison) è un promontorio roccioso situato all'inizio di Commonwealth Bay in Antartide. Localizzato ad una latitudine di 66° 00′ S ed una longitudine di 142° 40′ E, venne scoperto nel 1912 durante la spedizione Aurora guidata da Douglas Mawson ed intitolatao a Sir Hugh Denison di Sydney, uno sponsor della spedizione. A Capo Denison venne stabilita la base principale della spedizione, conosciuta come Mawson's Huts.